# Dharmajatra
Dharmajatra (trl. dharmayātrā) – tradycyjna hinduistyczna pielgrzymka (jatra) do czterech szczególnie świętych miast, zlokalizowanych w czterech kierunkach Indii, którą tradycja zaleca odbywać zgodnie z kierunkiem ruch wskazówek zegara. Te cztery szczególne miejsca to:
- Badrinath – północ
- Puri – wschód
- Rameshwaram – południe
- Dwarka – zachód